# Първа македонска артилерийска бригада
Първа македонска артилерийска бригада е комунистическа партизанска единица във Вардарска Македония, участвала в така наречената Народоосвободителна войска на Македония.
Създадена е на 16 декември 1944 година в Скопското кале. Състои се от Битолската, Кумановската, Скопската и Струмишката артилерийски бригади. Разделена е на два артилерийски дивизиона и един ПВО дивизион. Бригадата участва в бунтовете в казармите на Скопското кале и с решение на Главния щаб на НОВ и ПОМ от 18 февруари 1945 първият артилерийски дивизион е разоръжен и разпределен по други бойни единици. Втория дивизион преминава обучение при руски и югославски инструктори и е реорганизиран на първа и втора артилерийска бригада, които влизат в състава на артилерийските бригади на 42 и 48 дивизии. На 20 февруари 1945 година със заповед на Йосип Броз Тито двете части на бригадата влизат в рамките на Четиридесет и осма македонска дивизия на НОВЮ и Четиридесет и девета македонска дивизия на НОВЮ, и двете част от Петнадесети корпус на НОВЮ. На 2 март 1945 дивизията заедно с бригадата заминава на Сремския фронт. Разформирована е на 22 април 1945 година.

## Команден състав[2]
- Иван Щериев – командир (16 декември – 7 януари 1945)
- Александър Минчев – командир при създаването на бригадата
- Борис Петковски Симеонов – политически комисар
- Петър Лакович – политически комисар
- Борис Арсовски – заместник-политически комисар от 16 декември 1944
- Бранко Богдановски – Гуцман – заместник-политически комисар
- Александър Минчев – командир на първи дивизион
- Лазар Никодимовски – политически комисар на първи дивизион
- Александър Спасовски – заместник-политически комисар на първи дивизион
- Илия Поповски – командир на втори дивизион
- Андрея Русаковски – командир на втори дивизион
- Блаже Стефановски – политически комисар
- Йордан Ефремов – политически комисар